# Juraj Čup
Juraj Čup je jednoaktová opera s prologem českého skladatele Josefa Ceremugy. Libreto napsal skladatel podle povídky Karla Čapka Balada o Juraji Čupovi z jeho sbírky Povídky z druhé kapsy, přičemž prolog ve formě melodramu, popisující Podkarpatskou Rus a její lid, doplnil podle díla Ivana Olbrachta.
Uvedl ji nejprve Československý rozhlas dne 27. dubna 1963 v podání souboru Krajského oblastního divadla v Olomouci. Na konci 70. století, kdy Ceremuga působil jako umělecký náměstek ředitele v nakladatelství Panton, byla pořízena a vydána i LP nahrávka opery. První divadelní inscenaci Juraje Čupa nakonec připravilo Státní divadlo Ostrava a premiéra se konala 22. března 1986.

## Osoby a první obsazení
| osoba                                     | hlasový obor  | rozhlasová premiéra (7. dubna 1963) | scénická premiéra (22. března 1986) |
| ----------------------------------------- | ------------- | ----------------------------------- | ----------------------------------- |
| Kapitán Havelka                           | bas           | Dalibor Jedlička                    | Jaroslav Kosec / Vladimír Mach      |
| Juraj Čup                                 | bas           | Vladimír Jedenáctík                 | Miloslav Podskalský                 |
| Marina                                    | soprán        | Vlasta (Preislerová-)Ployharová     | Eva Böhmová                         |
| starosta                                  | baryton       | Čeněk Mlčák                         | Jiří Čep                            |
| dudáš                                     | tenor         | Lubomír Procházka                   | Jaroslav Hlubek                     |
| hospodský                                 | baryton       | Čeněk Mlčák                         | Jiří Paderta                        |
| Kroupa, četník (strážník)                 | tenor         | Lubomír Procházka                   | Lubomír Procházka                   |
| četník (strážník)                         | bas           | Dalibor Jedlička                    | …                                   |
| první žena                                | soprán        | Amálie Kadlčíková-Braunová          | …                                   |
| druhá žena                                | …             | Alena Mlčáková                      | …                                   |
| cikánka                                   | taneční role  | –                                   | Alice Kvasnicová                    |
| hlas v prologu                            | mluvená role  | Zdeněk Štěpánek                     | Miloslav Holub                      |
| Hosté v hostinci; obyvatelé Volovy Lehoty |               |                                     |                                     |
| Dirigent:                                 | Dirigent:     | Jiří Kareš                          | Václav Návrat                       |
| Režie:                                    | Režie:        | …                                   | Rudolf Málek                        |
| Scéna:                                    | Scéna:        | –                                   | Alexander Babraj                    |
| Kostýmy:                                  | Kostýmy:      | –                                   | Eliška Zapletalová                  |
| Choreografie:                             | Choreografie: | –                                   | Albert Janíček                      |

## Děj opery
Zatímco kolem zuří sněhová bouře, v krčmě v Jasině popíjí četnický strážmistr Havelka. Hudba a tanec cikánky v podnapilém muži vzbuzují extázi i světabol. U hostince se objeví Rusín, který s ním musí hovořit, ale Havelka ho nechává stát před krčmou až do rána. Teprve tehdy ho vyslechne. Rusín se jmenuje Juraj Čup a přišel ze vzdálené osady Volovy Lehoty ohlásit vraždu své sestry Mariny, kterou sám spáchal, prý z Božího příkazu. Rusínova prostá důstojnost a představa, že musel projít tak dalekou cestu sněhovou bouří, aby se udal, na strážmistra silně zapůsobí. Na lyžích a v doprovodu strážníka Kroupy se vydává sněhem do Volovy Lehoty. Po nesmírně obtížné cestě dorazí na místo a dozví se, co se událo.
V noci vzbudilo starostu osady škrábání na dveře, za nimiž našel smrtelně zraněnou Marinu. Starosta ji uložil na lavici, pak přivedl všechny muže a ptal se Mariny na jednoho každého, zda ji zabil on. Marina naposledy vydechla dříve, než starosta dospěl k jejímu bratrovi Juraji Čupovi, ale ten se na otázku vznesenou k mrtvé Marině přiznal sám. Starosta mu nato uložil, aby se okamžitě vydal do Jasini a ohlásil se četníkům.
Ukáže se, že vražda měla prozaický důvod – Juraj Čep ukradl Marině peníze, které jí její muž poslal z Ameriky. Přesto strážmistr Havelka odchází ohromen houževnatostí a mravní silou rusínského lidu.

## Instrumentace
Tři flétny, dva hoboje, dva klarinety, dva fagoty, čtyři lesní rohy, dvě trubky, tři pozouny, tympány, bicí souprava, celesta, harfa, smyčcové nástroje (housle, violy, violoncella, kontrabasy).

## Nahrávky
- 1963 (nahrávka Čs. rozhlasu Ostrava, LP 1980 Panton 8116 0161) Zpívají: (kapitán Havelka / strážník) Dalibor Jedlička, (Juraj Čup) Vladimír Jedenáctík, (starosta / hospodský) Čeněk Mlčák, (strážník Kroupa / dudáš) Lubomír Procházka, (Marina) Vlasta Ployharová, (první žena) Amálie Kadlčíková-Braunová, (druhá žena) Alena Mlčáková. Vypravěč: Zdeněk Štěpánek. Sbor a orchestr Krajského oblastního divadla v Olomouci řídí Jiří Kareš.[5]
- 197? (LP 1980 Panton 8116 0161) Zpívají: Jan Kyzlink, Čeněk Mlčák, Pavel Červinka, Lubomír Procházka, Karel Průša, Jozef Ábel, Viera Braunová, Slavoj Kramoliš, Emilie Jirglová, Marika Jurčíková. Vypravěč: Rudolf Hrušínský. Sbor a orchestr Janáčkovy filharmonie Ostrava řídí Jiří Kareš.